# Złączki (szaradziarstwo)
Złączki (szaradziarstwo) – rodzaj diagramowego zadania szaradziarskiego, w którym na podstawie jednego zestawu wspólnych określeń odgaduje się pary wyrazów umieszczane odpowiednio w dwóch różnych diagramach. Popularnym przykładem złączek są zadania, w których na podstawie definicji odgaduje się imiona i nazwiska osób, wpisując w jednym diagramie imiona, zaś w drugim nazwiska.